# عرفان علی سعید
عرفان علی سعید (انگلیسی: Erfan Ali Saeed؛ زادهٔ ۲۰ دسامبر ۱۹۸۳) بازیکن بسکتبال اهل قطر است.
از باشگاه‌هایی که در آن بازی کرده‌است می‌توان به باشگاه ورزشی القطر اشاره کرد.
وی در مسابقات کشوری و بین‌المللی در مجموع برندهٔ ۱ مدال طلا، ۱ مدال نقره شده‌است.